# MAPPA
MAPPA Co., Ltd. (яп. 株式会社MAPPA, Kabushiki-gaisha MAPPA) — японська анімаційна студія, яку заснував 14 червня 2011 року Масао Маруяма, засновник та колишній продюсер компанії Madhouse.
MAPPA — це акронім від Maruyama Animation Produce Project Association. У квітні 2016 року Маруяма відмовився від свого посту та заснував нову студію Studio M2.

## Роботи

### Телевізійні аніме-серіали
| Рік  | Назва                                    | Режисер(и)                       | Початок        | Кінець          | Серій        | Примітки                                                                                                   | Джерела       |
| ---- | ---------------------------------------- | -------------------------------- | -------------- | --------------- | ------------ | --- | ------------- |
| 2012 | Sakamichi no Aporon                      | Шінічіро Ватанабе                | 12 квітня 2012 | 28 червня 2012  | 12           | На основі манґи від Юкі Кодами. У співпраці з Tezuka Productions.                                          |               |
| 2012 | Teekyu                                   | Шін Ітаґакі                      | 7 жовтня 2012  | 22 грудня 2013  | 36           | На основі манґи Roots і Piyo. Тільки 1-3 сезони. Сезон 4 зроблений Millepensee.                            |               |
| 2013 | Hajime no Ippo                           | Джюн Шішідо                      | 5 жовтня 2013  | 29 березня 2014 | 25           | Сиквел Hajime no Ippo: New Challenger. У співпраці з Madhouse.                                             |               |
| 2014 | Zankyou no Terror                        | Шінічіро Ватанабе                | 10 липня 2014  | 25 вересня 2014 | 11           | Оригінальна робота.                                                                                        | [ 6 ]         |
| 2014 | Garo: The Carved Seal of Flames          | Юїчіро Хаяші                     | 3 жовтня 2014  | 27 березня 2015 | 24           | Оригінальна робота. На основі токусацу-драми Garo.                                                         |               |
| 2014 | Shingeki no Bahamut: Genesis             | Кейічі Сато                      | 6 жовтня 2014  | 29 грудня 2014  | 12           | На основі гри Shingeki no Bahamut.                                                                         | [ 7 ]         |
| 2015 | Punch Line                               | Ютака Уемура                     | 9 квітня 2015  | 25 червня 2015  | 12           | Оригінальна робота.                                                                                        | [ 8 ]         |
| 2015 | Ushio to Tora                            | Сатоші Нішімура                  | 3 липня 2015   | 24 червня 2016  | 39           | На основі манґи від Кадзухіро Фуджіти. У співпраці з Studio VOLN.                                          | [ 9 ]         |
| 2015 | Garo: Crimson Moon                       | Ацуші Вакабаяші                  | 9 жовтня 2015  | 1 квітня 2016   | 23           | Оригінальна робота. Пов'язане із серією Garo.                                                              | [ 10 ] [ 11 ] |
| 2016 | Days                                     | Коносуке Уда                     | 2 липня 2016   | 18 грудня 2016  | 24           | На основі манґи від Ясуди Цуйоші.                                                                          | [ 12 ]        |
| 2016 | Yuri!!! on Ice                           | Сайо Ямамото Джюн Шишідо         | 6 жовтня 2016  | 21 грудня 2016  | 12           | Оригінальна робота.                                                                                        | [ 13 ]        |
| 2017 | Idol Jihen                               | Дайсуке Йошіда                   | 8 січня 2017   | 27 березня 2017 | 12           | На основі проекту японського медіаміксу Mages. У співпраці з Studio VOLN.                                  |               |
| 2017 | Shingeki no Bahamut: Virgin Soul         | Кейічі Сато                      | 7 квітня 2017  | 29 вересня 2017 | 24           | Сиквел Shingeki no Bahamut: Genesis.                                                                       | [ 14 ] [ 15 ] |
| 2017 | Kakegurui                                | Юїчіро Хаяші                     | 1 липня 2017   | 23 вересня 2017 | 12           | На основі манґи Хомури Кавамото.                                                                           | [ 16 ] [ 17 ] |
| 2017 | Shōkoku no Altair                        | Кадзухіро Фурухасі               | 7 липня 2017   | 22 грудня 2017  | 24           | На основі манґи Котоно Като.                                                                               | [ 18 ] [ 19 ] |
| 2017 | Garo: Vanishing Line                     | Сеон Хо Пак                      | 6 жовтня 2017  | 30 березня 2018 | 24           | Оригінальна робота. Третій сезон пов'язаний із серією Garo.                                                | [ 20 ]        |
| 2017 | Inuyashiki                               | Кейічіро Сато Шюхей Ябута        | 12 жовтня 2017 | 22 грудня 2017  | 11           | На основі манґи від Хіроя Оку.                                                                             | [ 21 ]        |
| 2018 | Banana Fish                              | Хіроко Уцумі                     | 5 липня 2018   | 20 грудня 2018  | 24           | На основі манґи від Акімі Йошіди.                                                                          | [ 22 ]        |
| 2018 | Zombie Land Saga                         | Мунехіса Сакай                   | 4 жовтня 2018  | 20 грудня 2018  | 12           | Оригінальна робота. Створено Avex Pictures, Cygames і MAPPA.                                               | [ 23 ] [ 24 ] |
| 2019 | Dororo                                   | Фурухасі Кадзухіро               | 7 січня 2019   | 24 червня 2019  | 24           | На основі манґи від Осаму Тедзуки. У співпраці з [[Tezuka Productions\|Tezuka Productions]].               | [ 25 ]        |
| 2019 | Kakegurui ××                             | Юїчіро Хаяші Кійоші Мацуда       | 8 січня 2019   | 26 березня 2019 | 12           | Сиквел Kakegurui.                                                                                          | [ 26 ]        |
| 2019 | Sarazanmai                               | Нобуюкі Такеучі Куніхіко Ікухара | 11 квітня 2019 | 20 червня 2019  | 11           | Оригінальна робота. У співпраці з Lapin Track.                                                             | [ 27 ] [ 28 ] |
| 2019 | Katsute Kami Datta Kemono-tachi e        | Джюн Шішідо                      | 1 липня 2019   | 16 вересня 2019 | 12           | На основі манґи Maybe.                                                                                     | [ 29 ] [ 30 ] |
| 2019 | Granblue Fantasy the Animation Season 2  | Юі Умемото                       | 4 жовтня 2019  | 27 грудня 2019  | 12           | На основі відеогри Granblue Fantasy. Перший сезон від A-1 Pictures.                                        | [ 31 ]        |
| 2020 | Uchi Tama?! ~Uchi no Tama Shirimasenka?~ | Кійоші Мацуда                    | 9 січня 2020   | 19 березня 2020 | 11           | На основі франшизи від Sony Creative Products Inc. У співпраці з Lapin Track.                              | [ 32 ]        |
| 2020 | Dorohedoro                               | Юїчіро Хаяші                     | 12 січня 2020  | 29 березня 2020 | 12           | На основі манґи від Q Хаяшіда.                                                                             | [ 33 ]        |
| 2020 | Listeners                                | Хіроакі Андо                     | 3 квітня 2020  | 19 червня 2020  | 12           | Оригінальна робота.                                                                                        | [ 34 ] [ 35 ] |
| 2020 | The God of High School                   | Сеон Хо Пак                      | 6 липня 2020   | 28 вересня 2020 | 13           | На основі манхви вебтун написаної Yongje Park.                                                             | [ 36 ] [ 37 ] |
| 2020 | Mr Love: Queen's Choice                  | Мунехіса Сакаї                   | 15 липня 2020  | 30 вересня 2020 | 12           | На основі відеогри від Papergames.                                                                         | [ 38 ] [ 39 ] |
| 2020 | Jujutsu Kaisen                           | Сеон Хо Пак                      | 3 жовтня 2020  | 27 березня 2021 | 24           | На основі манґи від Геге Акутамі.                                                                          | [ 40 ]        |
| 2020 | The Gymnastics Samurai                   | Хісатоші Сімідзу                 | 11 жовтня 2020 | 20 грудня 2020  | 11           | Оригінальна робота.                                                                                        | [ 41 ] [ 42 ] |
| 2020 | Attack on Titan: The Final Season Part 1 | Юїчіро Хаяші Джюн Шишідо         | 7 грудня 2020  | 28 березня 2021 | 16           | На основі манґи від Хаджіме Ісаяма. Сезони 1-3 від Wit Studio.                                             | [ 43 ] [ 44 ] |
| 2021 | Zombie Land Saga Revenge                 | Мунехіса Сакаї                   | 8 квітня 2021  | 24 червня 2021  | 12           | Сиквел Zombie Land Saga.                                                                                   | [ 45 ]        |
| 2021 | Re-Main                                  | Масафумі Нішіда Кійоші Мацуда    | 4 липня 2021   | 3 жовтня 2021   | 12           | Оригінальна робота.                                                                                        | [ 46 ]        |
| 2021 | The Idaten Deities Know Only Peace       | Семе Кідокоро                    | 23 липня 2021  | 1 жовтня 2021   | 11           | На основі манґи від Amahara.                                                                               | [ 47 ]        |
| 2021 | Takt Op. Destiny                         | Юкі Іто                          | 6 жовтня 2021  | В очікуванні    | 12           | Оригінальна робота. На основі проєкту музичної битви від Bandai Namco Arts і DeNA. У співпраці з Madhouse. | [ 48 ]        |
| 2022 | Attack on Titan: The Final Season Part 2 | Юїчіро Хаяші Джюн Шишідо         | 10 січня 2022  | В очікуванні    | В очікуванні | Друга частина Attack on Titan: The Final Season.                                                           | [ 49 ] [ 50 ] |
| 2022 | Dance Dance Danseur                      | Мунехіса Сакаї                   | 2022           | В очікуванні    | В очікуванні | На основі манґи від Джорджа Асакура.                                                                       | [ 51 ]        |
| TBA  | Людина-бензопилка                        | Рю Накаяма Макото Наказоно       | В очікуванні   | В очікуванні    | В очікуванні | На основі манґи від Тацукі Фудзімото.                                                                      | [ 52 ]        |

### Фільми
| Рік  | Назва                                           | Режисер(и)     | Дата виходу       | Тривалість   | Примітки                                      | Джерела |
| ---- | ----------------------------------------------- | -------------- | ----------------- | ------------ | --------------------------------------------- | ------- |
| 2016 | Garo: Divine Flame                              | Юїчіро Хаяші   | 21 травня 2016    | 78 хв        | Сиквел Garo: The Carved Seal of Flames.       | [ 53 ]  |
| 2016 | In This Corner of the World                     | Сунао Катабучі | 12 листопада 2016 | 129 хв       | На основі манґи від Фумійо Коно.              | [ 54 ]  |
| 2019 | In This Corner (and Other Corners) of the World | Сунао Катабучі | 20 грудня 2019    | 168 хв       | Розширена версія In This Corner of the World. | [ 55 ]  |
| 2021 | Jujutsu Kaisen 0 the Movie                      | Сеон Хо Пак    | 24 грудня 2021    | В очікуванні | Приквел Jujutsu Kaisen.                       | [ 56 ]  |
| TBA  | Alice and Therese's Illusion Factory            | Марі Окада     | В очікуванні      | В очікуванні | Перша оригінальна робота з фільмом MAPPA.     | [ 57 ]  |
| TBA  | Zombie Land Saga the Movie                      | В очікуванні   | В очікуванні      | В очікуванні | Сиквел Zombie Land Saga Revenge.              | [ 58 ]  |

### OVA
| Рік  | Назва                   | Режисер(и)    | Початок         | Кінець          | Серій        | Примітки                                                       | Джерела       |
| ---- | ----------------------- | ------------- | --------------- | --------------- | ------------ | -------------------------------------------------------------- | ------------- |
| 2017 | Days: OVA               | Коносуке Уда  | 17 березня 2017 | 17 березня 2017 | 2            | У комплекті з обмеженими виданнями 21-го та 22-го томів манґи. | [ 59 ]        |
| 2018 | Days: Touin Gakuen-sen! | Коносуке Уда  | 16 березня 2018 | 17 липня 2018   | 3            | Сиквел Days.                                                   | [ 60 ]        |
| 2018 | Sex: Prologue           | Сайо Ямамото  | 7 травня 2018   | 7 травня 2018   | 1            | Рекламне відео до 30-річчя манґи Sex від Ацуші Каміджо         | [ 61 ] [ 62 ] |
| 2020 | Dorohedoro: Bonus Curse | Юїчіро Хаяші  | 17 червня 2020  | 17 червня 2020  | 6            | Невипущений епізод Dorohedoro.                                 | [ 63 ]        |
| TBA  | Mechronicle             | Шінджі Кімура | В очікуванні    | В очікуванні    | В очікуванні | Оригінальна робота від Шінджі Кімура.                          | [ 64 ] [ 65 ] |

### Спецвипуски
| Рік  | Назва                                                                       | Режисер(и)               | Початок           | Кінець            | Серій | Примітки                                                        | Джерела       |
| ---- | --------------------------------------------------------------------------- | ------------------------ | ----------------- | ----------------- | ----- | --------------------------------------------------------------- | ------------- |
| 2013 | Teekyu 2 Specials                                                           | Шін Ітакаґі              | 25 жовтня 2013    | 25 жовтня 2013    | 2     | Короткі спецвипуски Teekyu 2.                                   |               |
| 2014 | Teekyu 3 Specials                                                           | Шін Ітакаґі              | 24 січня 2014     | 24 січня 2014     | 2     | Короткі спецвипуски Teekyu 3.                                   |               |
| 2014 | Rage of Bahamut: Genesis-Roundup                                            | Кейчі Сато               | 18 листопада 2014 | 18 листопада 2014 | 1     | Коротке повторення перших шести серій Rage of Bahamut: Genesis. |               |
| 2016 | Garo: Crimson Moon-The Butterfly of Time                                    | Ацуші Вакабаяші          | 6 липня 2016      | 6 липня 2016      | 1     | Невипущений епізод Garo: The Crimson Moon.                      |               |
| 2015 | Garo: The Animation-HOME                                                    | Юїчіро Хаяші             | 16 вересня 2015   | 16 вересня 2015   | 1     | Невипущений епізод Garo: The Animation.                         |               |
| 2017 | Yuri!!! on Ice: Yuri Plisetsky GBF in Barcelona EX "Welcome to the Madness" | Сайо Ямамато Джюн Шишідо | 26 травня 2017    | 26 травня 2017    | 1     | Спецвипуск Yuri!!! on Ice.                                      | [ 66 ]        |
| 2017 | Kakegurui: Compulsive Gambler Picture Drama                                 | Юїчіро Хаяші             | 13 жовтня 2017    | 15 грудня 2017    | 3     | Драматичні спецвипуски Kakegurui.                               |               |
| 2020 | Granblue Fantasy the Animation Season 2 Extras                              | Юі Умемото               | 27 березня 2020   | 26 березня 2020   | 2     | Спецвипуск Granblue Fantasy the Animation Season 2.             | [ 67 ] [ 68 ] |

### ONA
| Рік  | Назва                                                  | Режисер(и)              | Початок           | Кінець         | Серій | Примітки                                                                          | Джерела |
| ---- | ------------------------------------------------------ | ----------------------- | ----------------- | -------------- | ----- | --------------------------------------------------------------------------------- | ------- |
| 2012 | Komachi and Dangorō                                    | Хісаші Абе              | 10 листопада 2012 | 28 жовтня 2015 | 4     | Оригінальна робота.                                                               | [ 69 ]  |
| 2016 | Rage of Bahamut: Genesis – Short Story                 | Кейчі Сато              | 28 грудня 2016    | 20 лютого 2017 | 2     | Коротка історія, що розгортається між подіями першої та другої серії.             | [ 70 ]  |
| 2019 | Kick-Flight Promotional Video; Kick-Flight × KANA-BOON | Мунехіса Сакаї          | 4 червня 2019     | 4 червня 2019  | 1     | Рекламне відео для гри на смартфон Kick-Flight, із піснею "Flyers" від KANA-BOON. | [ 71 ]  |
| 2020 | Bōkyaku Battery                                        | Парако Шинохара         | 11 жовтня 2020    | 11 жовтня 2020 | 1     | На основі манґи від Еко Мікава.                                                   | [ 72 ]  |
| 2021 | Yasuke                                                 | Лішон Томас Такеру Сато | 28 квітня 2021    | 28 квітня 2021 | 6     | Оригінальна робота. Заснована на історії реального життя історичної особи Ясуке.  | [ 73 ]  |

### Відеоігри
| Рік  | Назва           | Режисер(и)   | Видавець | Дата виходу    | Титр(и)          | Примітки                                | Джерела |
| ---- | --------------- | ------------ | -------- | -------------- | ---------------- | --------------------------------------- | ------- |
| 2019 | Persona 5 Royal | Юїчіро Хаяші | Atlus    | 31 жовтня 2019 | Вступна анімація | На основі відеогри Persona 5 від Atlus. | [ 74 ]  |

### Скасовані
| Рік | Назва            | Режисер(и)               | Формат | Дата виходу | Тривалість | Примітки                                                   | Джерела       |
| --- | ---------------- | ------------------------ | ------ | ----------- | ---------- | ---------------------------------------------------------- | ------------- |
| N/A | Dreaming Machine | Сатоші Кон Йошімі Ітадзу | Фільм  | Н/Д         | Н/Д        | Оригінальна робота від Сатоші Кон. У співпраці з Madhouse. | [ 75 ] [ 76 ] |

## Дивіться також
- Список аніме студій[en]
- Grizzly[en]